# Mefodij (Němcov)
Mefodij (světským jménem: Nikolaj Fjodorovič Němcov; * 16. února 1949, Roveňky) je ukrajinský duchovní Ruské pravoslavné církve, arcibiskup a metropolita permský a kungurský.

## Život
Narodil se 16. února 1949 v Roveňkách.
Roku 1968 dokončil Slovanskou technickou školu železniční dopravy a poté nastoupil na Oděský duchovní seminář. Po dokončení semináře pokračoval roku 1972 ve studiu na Leningradské duchovní akademii.
Dne 5. ledna 1974 byl postřižen na monacha se jménem Mefodij. O dva dny později byl metropolitou leningradským a novgorodským Nikodimem (Rotovem) rukopoložen na hierodiakona a 24. dubna na jeromonacha. Sloužil v chrámu Pokrova přesvaté Bohorodice Novoděvičího monastýru.
Roku 1976 dokončil akademii a byl přijat na doktorské studium Moskevské duchovní akademie. Od stejného roku působil v Oddělení vnějších církevních vztahů Moskevského patriarchátu (OVCV MP).
Dne 4. dubna 1977 se stal zástupcem předsedy OVCV MP s povýšením na archimandritu.
Od září 1979 sloužil v Malém chrámu Donského monastýru a chrámu Položení řízy Krista v Moskvě.
Roku 1980 jej Svatý synod zvolil biskupem irkutským a čitským. Dne 27. dubna 1980 proběhla v chrámu svatého Sergia Trojicko-sergijevské lávry jeho biskupská chirotonie. Světiteli byli patriarcha moskevský Pimen, arcibiskup volokolamský Pitirim (Něčajev), arcibiskup dmitrovský Volodymyr (Sabodan), arcibiskup rjazaňský a kasimovský Simon (Novikov), arcibiskup orelský a brjanský Gleb (Smirnov) a biskup penzenský a saranský Serafim (Tichonov).
Dne 16. července 1982 byl ustanoven biskupem voroněžským a lipeckým a roku 1985 se stal předsedou Hospodářské správy Moskevského patriarchátu.
Dne 26. července 1985 byl povýšen na arcibiskupa.
Od roku 1987 působil jako předseda Komise pro restaurátorství a stavitelství monastýru Danilov a v dubnu 1988 byl povýšen na metropolitu.
Dne 1. února 1990 byl jmenován představitelem Ruské pravoslavné církve v Pravoslavno-katolické komisi pro urovnání vztahu mezi pravoslavnými a východními katolíky na Západní Ukrajině. V letech 2000–2003 byl předsedou Historicko-právní komise Ruské pravoslavné církve a Fondu pro udílení cen metropolity Makaria (Bulgakova).
Dne 7. května 2003 byl ustanoven metropolitou astanským a alma-atinským, hlavou Kazachstánského metropolitního okruhu.
Dne 5. března 2010 byl osvobozen od vedení astanské eparchie s jmenováním za metropolitu permského. Od 24. prosince 2010 začal působit jako rektor Permského duchovního semináře.
Dne 28. prosince 2011 jej Svatý synod uznal ve funkci představeného monastýru Svaté Trojice v Permu a Bělogorského Nikolajevského monastýru.
Dne 19. března 2014 mu byl změněn titul na permský a kungurský.
Od března 2014 do října 2016 byl dočasným správcem solikamské eparchie a od 13. dubna 2021 dočasně spravuje kudymkarskou eparchii.